# Aynata
Aynata (auch: Aaynata arabisch عيناتا) ist ein Dorf im Libanon. Das Dorf liegt im Distrikt Bint-Jbeil im Gouvernement Nabatäa, etwa 120 km entfernt von Beirut. Als Schlupfwinkel für die Hisbollah wurde das Dorf im Libanonkrieg 2006 von Israel aus bombardiert und 60 % der Gebäude zerstört.

## Geographie
Aaynata hat eine wechselnde Bevölkerung. Im Sommer leben dort ca. 5.000 Personen, während im Winter nur ca. 1.300 Personen vor Ort sind. Der Ort liegt auf 740 m über dem Meer. Das Gebiet grenzt an das Gemeindegebiet von Bint-Jbeil, Aaitaroun und Yaroun. Zeitweise war es von Israel besetzt und viele Einwohner sind in die südlichen Vororte von Beirut abgewandert. 2000 zog sich Israel aus dem Gebiet zurück.
Das Gelände besteht aus Plateaus in verschiedenen Höhenlagen. Mehrere Täler und Wadis trennen das Dorf von den benachbarten Dörfern. Es werden Tabak und Oliven angebaut. Es herrscht ein Mittelmeerklima mit warmen Sommern und regenreichen Wintern.

## Geschichte
1596 wird der Ort als Aynata im osmanischen Nahiya (Subdistrict) von Tebnine (Teil von Safad) erwähnt. Damals wurden 111 Haushalte und 22 Junggesellen gezählt, ausnahmslos Muslime. die Bewohner zahlten Steuern für landwirtschaftliche Erzeugnisse wie Weizen, Gerste, Wein und Obst, sie hielten Ziegen und züchteten Bienen. Die Steuereinnahmen beliefen sich auf 10.560 Akçe.
1875 fand Victor Guérin ein Dorf mit 400 Metualis (Schiiten) vor.
1881 schrieb der Palestine Exploration Fund im Survey of Western Palestine (SWP): "Ein Dorf, gebaut aus Stein, mit etwa 500 Metawileh. Es gibt eine Moslemschule im Dorf; viele Weinberge und einige Olivenbäume im Wady. Wasser kommt vom birket (Landsee/Dorfteich) und aus vielen Zisternen."

### Gegenwart
Aynata ist der Heimatort von Muhammad Hussein Fadlallah.
Während des Libanonkriegs 2006 tötete eine israelische Rakete am 19. Juli 2006 4 Zivilisten. Am 24. Juli zerstörte eine Rakete zwei weitere Häuser im Dorf, wobei alle 12 Insassen zu Tode kamen. 8 davon waren Zivilisten.